# Obskurität
Obskurität (von lateinisch obscuritas „Dunkelheit, Unverständlichkeit“) bezeichnet eine Verdunkelung im übertragenen Sinn einer Undeutlichkeit. Das zugehörige Adjektiv obskur wird im Deutschen seit dem 17. Jahrhundert in der Bedeutung „dunkel, unbekannt, verdächtig, [von] zweifelhafter Herkunft“ verwendet. 
Im Bereich der Informationssicherheit beschreibt Obskurität unter dem Schlagwort „Security through obscurity“ (englisch „Sicherheit durch Obskurität“) den Versuch, Sicherheit durch Unklarheit zu erreichen. Aus dem Englischen wird häufig der Begriff „Obfuskation“ verwendet, wenn es darum geht, Quelltexte für einen Nutzer der Anwendung unkenntlich zu machen.  

## Obskurantismus

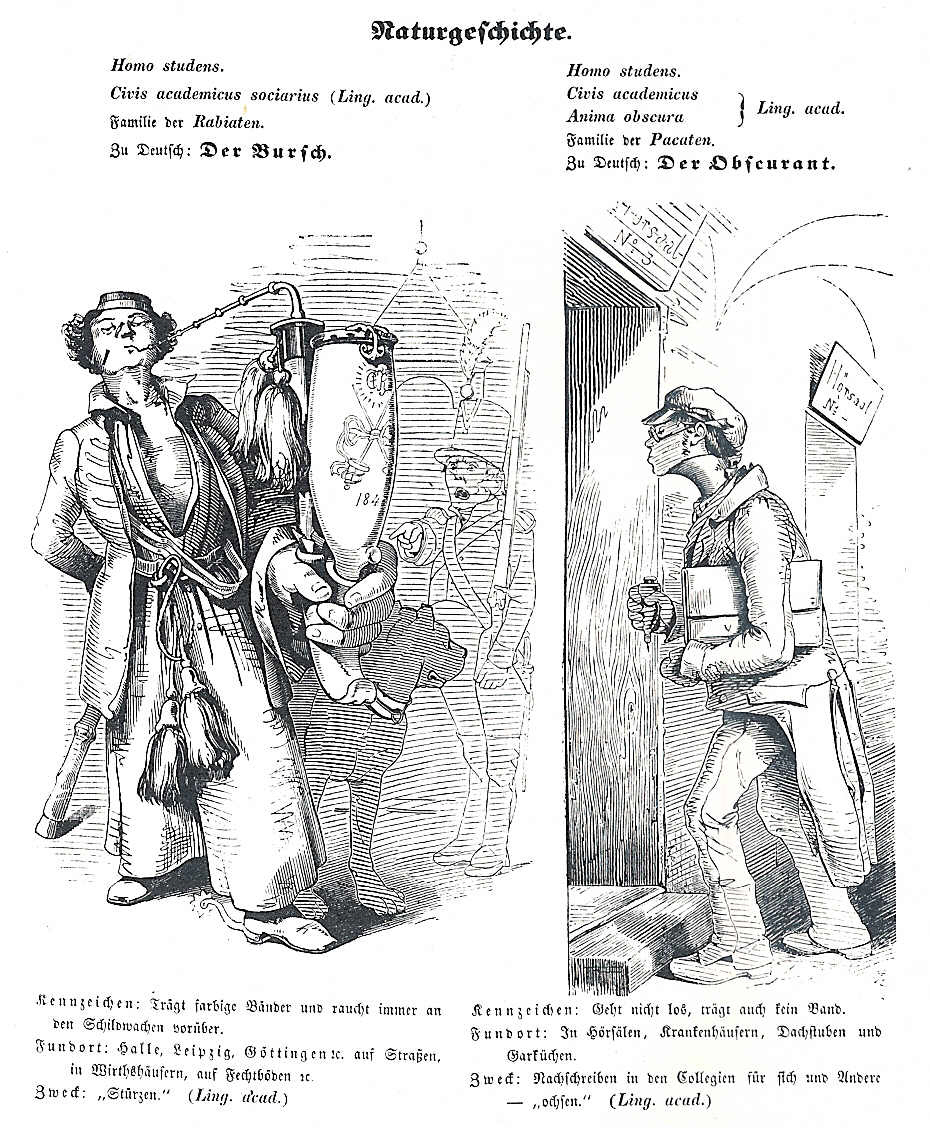
Verwendung in der Burschensprache (1845): Der Bursch, ein Student, der sich lässig gibt, die Obrigkeit provoziert und sich mit den verbotenen Insignien seiner Verbindung schmückt, wird hier dem Obskuranten gegenübergestellt, einem braven Studenten, der ordentlich seine universitären Veranstaltungen besucht.

Im Zusammenhang mit der Aufklärung wurde der Begriff Obskurantismus geprägt, der auf die im frühen 16. Jahrhundert erschienenen sogenannten Dunkelmännerbriefe (lateinisch Epistolae obscurorum virorum) zurückgeht. Obskurantismus bezeichnet keine feststehende Weltanschauung. Obskurantismus und die Bezeichnung für dessen Anhänger, Obskurant, wurden als kritische Bezeichnungen etabliert. Diejenigen, die sich als Vertreter einer der Aufklärung verpflichteten Denkweise sahen, benutzten das Wort als rhetorisches Mittel. Die anderen, deren Positionen ihnen als „anti-aufklärerisch“, „metaphysisch“ oder „religiös“ galten, wurden mit der Zuschreibung, Anhänger eines Obskurantismus zu sein, belegt.
Heinrich Heine schätzte Anfang des 19. Jahrhunderts das Wort und ordnete zahlreiche Zeitgenossen, insbesondere die Anhänger einer rückwärtsgewandten Romantik, dem Obskurantismus zu. Den Protagonisten im Spottgedicht Der neue Alexander (III) lässt er über sich sagen, er sei „ein aufgeklärter Obskurant, und weder Hengst noch Stute!“
Friedrich Nietzsche schreibt im Text Die Obskuranten (1879) über Obskurantismus und Immanuel Kant:

„Das Wesentliche an der schwarzen Kunst des Obskurantismus ist nicht, daß er die Köpfe verdunkeln will, sondern daß er das Bild der Welt anschwärzen, unsere Vorstellung vom Dasein verdunkeln will. […] Spitzfindige Metaphysiker, welche die Skepsis vorbereiten und durch ihren übermäßigen Scharfsinn zum Mißtrauen gegen den Scharfsinn auffordern, sind gute Werkzeuge eines feineren Obskurantismus. – Ist es möglich, daß selbst Kant in dieser Absicht verwendet werden kann? ja daß er, nach seiner eignen berüchtigten Erklärung, etwas Derartiges, wenigstens zeitweilig, gewollt hat: dem Glauben Bahn machen dadurch, daß er dem Wissen seine Schranken wies? – was ihm nun freilich nicht gelungen ist, ihm sowenig wie seinen Nachfolgern auf den Wolfs- und Fuchsgängen dieses höchst verfeinerten und gefährlichen Obskurantismus, […]“

Meyers Konversationslexikon in der Ausgabe von 1888 erklärt die Obskuranten schließlich zu „Finsterlingen“:

„Obskurantismus (lat.), Gegensatz zu Aufklärung (s. d.), sowohl die Hinneigung zur geistigen Dämmerung als das System, alle Aufklärung von andern abzuhalten. Die Anhänger des O. heißen Obskuranten (Finsterlinge).“

Der Begriff Obskurantismus findet sich insbesondere als Terminus in Texten, die unmittelbar mit der Epoche der Aufklärung oder dem damit verbundenen Gedankengut im Zusammenhang stehen. Im allgemeinen deutschen Sprachgebrauch galt er – anders als das Adjektiv obskur – zwischenzeitlich bereits als ungebräuchlich. In aktuellen Wörterbüchern und Lexika ist der Begriff Obskurantismus jedoch weiterhin präsent, als Bestreben, andere Menschen absichtlich „in Unwissenheit zu halten, ihr selbstständiges Denken zu verhindern und sie an Übernatürliches glauben zu lassen (siehe Okkultismus).“